# 雛見沢症候群
雛見沢症候群（ひなみざわしょうこうぐん）とは連作サウンドノベル『ひぐらしのなく頃に』（制作：07th Expansion、監督・脚本：竜騎士07、2002年-2006年）に登場する架空の風土病であり、ミステリーのトリックを構成する重要な要素となっている。

## 物語中の役割
雛見沢症候群には、作中次の2つの意味がある。
1つは雛見沢独特の危険な風土病のことであり、その存在は世間には厳重に秘匿されている。本義的にはこちらの意味が正しく、本記事ではこちらを解説する。
設定されている主な症状に、極度の疑心暗鬼や人間不信および妄想・異常行動がある。些細な誤解や悩みをきっかけに友人・知人に不信感を持った者が、その感情をこの病気で増大され、やがて殺人などの短絡的な行動に繋がることで、物語は悲劇的結末に辿り着く。物語の一部（特に前半）では視点となる人物が発症して信頼できない語り手となり、見聞きした事件を曲解して読者に伝える。
症状の詳細は全8編中第7編『皆殺し編』まで読者側には秘匿され、『皆殺し編』から悩みを打ち明けて症状を抑え、惨劇を回避する構成になっており、作品に強いメッセージ性を与えている。
もう1つは雛見沢大災害が発生した「祟殺し編」の世界で、各地にいる雛見沢出身者が起こした妄想、幻覚などの症状に名付けられた呼称である。実際の原因は上記の風土病であるが、世間的にはその風土病の存在が知られていないため単に事件のストレスによって発症するPTSDのようなものととらえられている。

## 設定
雛見沢特有の寄生虫が原因の感染症である。宿主が死亡すると寄生虫も消滅するため、死亡者の検体からは電子顕微鏡でも発見できない。雛見沢を訪れた全ての人間が感染しているが、日常生活に支障を来たすことはほとんどない。寄生虫というより、プリオン病にとても近い。狂犬病にもよく似ている。主な感染経路は空気感染。
第二次世界大戦時、雛見沢出身の兵士が自傷行為や仲間割れをたびたび起こすなど行動が異常であったことから、当時軍医であった高野一二三がその存在に気づいた。

### 発症について
発症者は、(1)精神的な不安、強いストレスを抱えている者、(2)雛見沢から離れた者、以上の2種類に大別される。(1)は不安やストレスが大きいほど、(2)は雛見沢から離れた距離・時間が大きいほどに発症確率が上がる。(1)を原因とする場合は比較的容易に発症するが、(2)による発症は非常に稀である（『祭囃し編』における『鬼隠し編』についての言及）。また、女王感染者という特別な感染者がいるとされている。発症の段階から入江機関によってL1からL5＋（L5のみ、−と＋の二段階に分けられている）まで分類されている。
女王感染者は、通常の感染者の上位に位置する特別な感染者であり、古手家の直系が該当する。それは出産時に継承される。昭和58年当時の女王感染者は古手梨花である。女王感染者は雛見沢から離れることが出来ないとされる。通常感染者は、女王感染者の近くにいることによって、症状が緩和される。また、雛見沢症候群の感染者が雛見沢から離れると発症する理由も女王感染者から離れることによると考えられる。女王感染者が死亡した場合、通常感染者は48時間以内にL5−やL5＋（末期症状）に陥ると高野一二三は仮説を立て、鷹野三四が緊急マニュアル34号（入江機関以外の者からは、「三四号文書」とも称される）を作成した。その内容とは、女王感染者が死に至ってから、通常感染者が末期症状に陥るまでの48時間の間に、雛見沢症候群に感染しているとされる雛見沢地区の住人を雛見沢分校の密閉された教室に集め、化学装備を身に着けた自衛官により鷹野の合図でその教室内に投擲型化学兵器（グレネードのようなもので、名称は不明）を投げ入れ対象者を殺害するものである。もし教室外に逃亡しようとする者がいれば、短機関銃により銃撃し射殺する。射殺された者は、行方不明者扱いとなり、これに刑事の大石などは喰い付くことになる。これを鷹野は滅菌作戦と名付けている。
『祟殺し編』、『暇潰し編』、『罪滅し編』に於て雛見沢大災害が発生する。作中では政府により「火山性ガスの突如とした流出により村民のほとんどが死亡した」と発表されるが、実際は入江機関が実行した緊急マニュアル34号に係る作戦を政府が隠蔽するために作り上げられたものである。そのため、雛見沢分校へと誘導されなかった『祟殺し編』の前原圭一と『厄醒し編』の北条沙都子は、其々唯一の生存者として自衛隊に保護され、前原圭一は県内の総合病院に、北条沙都子は雛見沢地区の病院に搬送された。しかし、北条沙都子はその後急性心不全で死亡してしまう。『綿流し編』と『目明し編』では、古手梨花が自死してもなお住民は末期症状に至らなかったため、この説が覆され、作戦は実行に移せなかった。

### 段階別の症状について
L1
作中で入江が発言している
該当者 - 予防薬を摂取した人たち
L2
この段階以上の者は、緊急マニュアル34による処分対象となる。
該当者 - 雛見沢の住民ほぼ全員
L3-
昭和58年現在、L5に至った者が治療により回復できる限界。L2以下へは回復できないとされている。
症状：誰かの気配を感じ、その人物とおぼしき声が聞こえることがあるが、日常生活への影響はない。
該当者 - 北条沙都子
L3+
症状：非常に軽微な幻覚、幻聴、病状の進行により物事を曲解するようになる。
その結果、他人に疑心を持ち始める。
L4
症状：幻覚・幻聴。異常行動、極度の疑心暗鬼・人間不信。
該当者 - 前原圭一（『祟殺し編』）、北条沙都子（『祟殺し編』）、園崎詩音（『澪尽し編』）
L5-
症状：危機妄想、個人差により大小がある。リンパ腺のあたりに強い痒みを感じる。
該当者 - 竜宮レナ（昭和57年、『罪滅し編』）、鷹野三四（『目明し編』『祭囃し編』『澪尽し編』）
L5+
幻覚・幻聴の症状が最大限に大きくなり、いない人間をいるものと誤認することがある。周りの人間全てが自分を殺そうとしているという妄想に陥り、防御本能より周りに無差別な攻撃行動を加えるようになる。ひどい錯乱状態にあり、記憶も混乱する。喉が異常に痒くなるため、最後には自分の手でのどを掻き毟って死ぬことが多い。
該当者 - 富竹ジロウ（『祭囃し編』以外）、前原圭一（『鬼隠し編』）、北条悟史（昭和57年）、園崎詩音（『綿流し編』、『目明し編』）、北条沙都子（昭和55年）
上記の通り雛見沢症候群が直接的に発症者を死に至らしめることはなく、症状が発症者に死因となる行動を誘発させ発症者が死に至ることとなる。最も見られるケースはリンパ腺の痒みにより喉を掻き毟ることによって出血多量で死に至ることである。他の死因として異常行動による事故や自殺がある。他の発症者や犯罪組織によって殺されるケースもある。
治療しなかった場合、概ねL3発症から二週間から一か月で死に至っている。（前原圭一（『鬼隠し編』）は6月8,9日発症で25日死亡、園崎詩音（『綿流し編』、『目明し編』）は6月上旬に発症し28日転落死、ただしこの時すでにL5発症）。

### 治療方法について
昭和58年当時では寄生虫を死滅させられず、すべて対症療法となる。初期症状なら、高野一二三が考案した高野式呼吸法と9時間以上の睡眠を1週間続ければ回復可能。ただしL5発症者に対しては対処の方法や効果が限定される（後述）。

#### 薬について
入江機関が開発した、代表的な薬は以下の通り。
C120
L5発症者への唯一の対処法。一時的なL3-段階まで回復するが、健常者に使うと10分以内に発熱などの体調不良を起こす（目明し編の梨花の自害は拷問を避けるためであり、この副作用によるものではない）。一時期L5になっていた沙都子が普段投与されている薬もこれである。
H173
雛見沢症候群の研究過程で生まれた、症状を促進する薬。おもに、入江機関内での雛見沢症候群の治療薬を作るためにモルモットや人間に実験として投与していた。L3-以上の発症者は数時間で末期症状を起こす。物語の主舞台となる5年目の祟りでは富竹がこれを投与された結果死亡する。
H173-2
『ひぐらしのなく頃に祭』で登場。空気中に散布することでH173と同じような作用をもたらす。改良によって、寄生虫を小型化させ感染力が増している。
予防薬（名称不明）
入江機関に参加している人物が投与しているが、実際に予防性に関しては絶対性はない。実際に、『祭囃し編』で鷹野自身がL5-になるまで悪化する。
η173
『ひぐらしのなく頃に拡 〜アウトブレイク〜』および『ひぐらしのなく頃に奉 神姦し編』にて登場するH173の改良。

### 入江機関について
第一に雛見沢症候群の治療方法、第二に雛見沢症候群の軍事利用を模索するため、「東京」によって設置された極秘研究機関。表向きは変哲の無い小さな診療所（入江診療所）であるが、地下に研究施設が張り巡らされているなど、大規模施設である。昭和57年（前原圭一が雛見沢に越して来る一年前）の綿流し祭の数日後に失踪した北条悟史は、この地下研究施設において治療のため、軟禁されている。
スポンサーである「アルファベットプロジェクト」に関わる政治家たちはこの研究が軍事利用できるか、またはこの研究によって作られる新薬で儲けられるかという打算的な興味しか持っておらず、雛見沢症候群そのものに対しては懐疑的な目でしか見ていない。

#### 人物について
- 所長 : 入江京介 - 二佐。
- 副所長 : 鷹野三四 - 三佐（三等陸佐）。実質的な権力は鷹野が握っている。
- 監査役 : 富竹ジロウ - 二尉（二等陸尉）。入江機関の監視のため、番犬の連絡員として東京により派遣された。

#### 山狗(やまいぬ)について
鷹野三四の指揮下にある入江機関の実働部隊。小此木鉄郎や富竹ジロウなどには、陸上自衛隊の旧制服を身に着けている立ち絵が存在し、鷹野の階級が「三等陸佐」であり、作中で防諜部隊である旨の発言が有るため、陸上自衛隊の非公開防諜部隊と認められる。普段は興宮で小此木造園を騙っている。隊長は小此木。入江機関の要人警護、証拠隠滅、検体確保、特定個人の監視などの任務を行っている姿が確認されている。